# Lettlands riksvapen
Lettlands riksvapen har en tredelad vapensköld med en uppgående sol i övre fältet, ett lejon och en grip i de två nedre; de båda senare är vapnen för Kurland och Livland, de historiska områden som Lettland består av. Överst ses tre förgyllda stjärnor, som representerar regionerna Kurland, Livland och Lettgallen. En banderoll i den lettiska flaggans färger förenar de båda ekkvistarna under skölden och sköldhållarna.